# UCI World Tour 2012
De UCI World Tour 2012 is de tweede editie van deze internationale wielercompetitie die door de UCI wordt georganiseerd.
Aan de wedstrijden nemen achttien wielerploegen deel die verzekerd zijn van deelname aan alle wedstrijden. Deze ploegen hebben niet alleen het recht maar ook de plicht deel te nemen aan alle wedstrijden. Deelname van andere ploegen wordt geregeld door het systeem van wildcards.

## Ploegen
De UCI maakte op 21 november 2011 bekend welke ploegen een World Tourlicentie voor het wielerjaar 2012 kregen. Omega Pharma-Lotto gaat verder als Lotto-Belisol en Quick Step gaat verder als Omega Pharma-Quickstep. FDJ-Big Mat is een nieuwkomer in de World Tour. De nieuwe formaties GreenEdge en RadioShack-Nissan-Trek, een fusie-ploeg tussen Leopard-Trek en RadioShack, zijn sinds 5 december 2011 helemaal zeker van hun deelname.
| Land                | Ploeg                  | Renners(*) | Fietsmerk        | UCI-Code | Sinds |
| ------------------- | ---------------------- | ---------- | ---------------- | -------- | ----- |
| Frankrijk           | AG2R-La Mondiale       | 29         | Kuota            | ALM      | 2000  |
| Kazachstan          | Astana Pro Team        | 28         | Specialized      | AST      | 2005  |
| Verenigde Staten    | BMC Racing Team        | 26         | BMC              | BMC      | 2007  |
| Spanje              | Euskaltel-Euskadi      | 23         | Orbea            | EUS      | 1994  |
| Frankrijk           | FDJ-Big Mat            | 29         | Lapierre         | FDJ      | 1997  |
| Verenigde Staten    | Team Garmin-Barracuda  | 29         | Cervélo          | GRM      | 2005  |
| Australië           | Orica-GreenEdge        | 30         | Scott USA        | GEC      | 2012  |
| Rusland             | Team Katjoesja         | 29         | Canyon           | KAT      | 2006  |
| Italië              | Lampre-ISD             | 30         | Wilier Triestina | LAM      | 1991  |
| Italië              | Liquigas-Cannondale    | 28         | Cannondale       | LIQ      | 2005  |
| België              | Lotto-Belisol          | 28         | Ridley           | LTB      | 1985  |
| Spanje              | Team Movistar          | 28         | Pinarello        | MOV      | 2004  |
| België              | Omega Pharma-Quickstep | 30         | Specialized      | OPQ      | 2003  |
| Nederland           | Rabobank               | 27         | Giant            | RAB      | 1996  |
| Luxemburg           | RadioShack-Nissan      | 30         | Trek             | RNT      | 2009  |
| Verenigd Koninkrijk | Sky ProCycling         | 28         | Pinarello        | SKY      | 2010  |
| Denemarken          | Team Saxo Bank         | 29         | Specialized      | SAX      | 2001  |
| Nederland           | Vacansoleil-DCM        | 29         | Bianchi          | VCD      | 2005  |

(*) = Dit aantal kan te allen tijde veranderen, vanwege schorsingen en 'transfers'.

## Wedstrijden
Ten opzichte van het seizoen 2011 zijn er vijf wijzigingen. De E3 Harelbeke is aan het programma toegevoegd. De E3 Prijs vindt op vrijdag 23 maart plaats. Vanwege de Olympische Spelen is de Ronde van Polen verplaatst naar juli en wordt tegelijkertijd met de Ronde van Frankrijk gereden. De Clásica San Sebastián is verplaatst naar de dinsdag na de Spelen. De Ronde van Lombardije valt nu een week na de WK Wielrennen (in Valkenburg, Nederland). Op het WK Wielrennen is de UCI Ploegentijdrit nieuw, dit onderdeel telt mee voor de World Tour-punten, maar alleen voor de ploegenranglijst.

### Kalender
| Datum           | Koers                    | Winnaar                | Winnaar                | Klassementsleider tussenstand UCI-ranking | Klassementsleider tussenstand UCI-ranking |
| --------------- | ------------------------ | ---------------------- | ---------------------- | ----------------------------------------- | ----------------------------------------- |
| 17–22 januari   | Tour Down Under          | Simon Gerrans          | Orica-GreenEdge        | Simon Gerrans                             | Orica-GreenEdge                           |
| 4–11 maart      | Parijs-Nice              | Bradley Wiggins        | Sky ProCycling         | Alejandro Valverde                        | Team Movistar                             |
| 7–13 maart      | Tirreno-Adriatico        | Vincenzo Nibali        | Liquigas-Cannondale    | Alejandro Valverde                        | Team Movistar                             |
| 17 maart        | Milaan-San Remo          | Simon Gerrans          | Orica-GreenEdge        | Simon Gerrans                             | Orica-GreenEdge                           |
| 23 maart        | E3 Harelbeke             | Tom Boonen             | Omega Pharma-Quickstep | Simon Gerrans                             | Orica-GreenEdge                           |
| 19–25 maart     | Ronde van Catalonië      | Michael Albasini       | Orica-GreenEdge        | Simon Gerrans                             | Orica-GreenEdge                           |
| 25 maart        | Gent-Wevelgem            | Tom Boonen             | Omega Pharma-Quickstep | Simon Gerrans                             | Orica-GreenEdge                           |
| 1 april         | Ronde van Vlaanderen     | Tom Boonen             | Omega Pharma-Quickstep | Tom Boonen                                | Omega Pharma-Quickstep                    |
| 2–7 april       | Ronde van het Baskenland | Samuel Sánchez         | Euskaltel-Euskadi      | Tom Boonen                                | Omega Pharma-Quickstep                    |
| 8 april         | Parijs-Roubaix           | Tom Boonen             | Omega Pharma-Quickstep | Tom Boonen                                | Omega Pharma-Quickstep                    |
| 15 april        | Amstel Gold Race         | Enrico Gasparotto      | Astana Pro Team        | Tom Boonen                                | Omega Pharma-Quickstep                    |
| 18 april        | Waalse Pijl              | Joaquim Rodríguez      | Team Katjoesja         | Tom Boonen                                | Omega Pharma-Quickstep                    |
| 22 april        | Luik-Bastenaken-Luik     | Maksim Iglinski        | Astana Pro Team        | Tom Boonen                                | Omega Pharma-Quickstep                    |
| 24–29 april     | Ronde van Romandië       | Bradley Wiggins        | Sky ProCycling         | Tom Boonen                                | Omega Pharma-Quickstep                    |
| 5–27 mei        | Ronde van Italië         | Ryder Hesjedal         | Team Garmin-Barracuda  | Joaquim Rodríguez                         | Team Katjoesja                            |
| 3–10 juni       | Critérium du Dauphiné    | Bradley Wiggins        | Sky ProCycling         | Joaquim Rodríguez                         | Team Katjoesja                            |
| 9–17 juni       | Ronde van Zwitserland    | Rui Costa              | Team Movistar          | Joaquim Rodríguez                         | Team Katjoesja                            |
| 10–16 juli      | Ronde van Polen          | Moreno Moser           | Liquigas-Cannondale    | Joaquim Rodríguez                         | Team Katjoesja                            |
| 30 juni–22 juli | Ronde van Frankrijk      | Bradley Wiggins        | Sky ProCycling         | Bradley Wiggins                           | Sky ProCycling                            |
| 6–12 augustus   | Eneco Tour               | Lars Boom              | Rabobank               | Bradley Wiggins                           | Sky ProCycling                            |
| 14 augustus     | Clásica San Sebastián    | Luis León Sánchez      | Rabobank               | Bradley Wiggins                           | Sky ProCycling                            |
| 19 augustus     | Vattenfall Cyclassics    | Arnaud Démare          | FDJ-BigMat             | Bradley Wiggins                           | Sky ProCycling                            |
| 26 augustus     | GP Ouest-France Plouay   | Edvald Boasson Hagen   | Sky ProCycling         | Bradley Wiggins                           | Sky ProCycling                            |
| 7 september     | Grote Prijs van Quebec   | Simon Gerrans          | Orica-GreenEdge        | Bradley Wiggins                           | Sky ProCycling                            |
| 18 aug–9 sept   | Ronde van Spanje         | Alberto Contador       | Saxo Bank-Tinkoff Bank | Bradley Wiggins                           | Sky ProCycling                            |
| 9 september     | Grote Prijs van Montreal | Lars Petter Nordhaug   | Sky ProCycling         | Bradley Wiggins                           | Sky ProCycling                            |
| 16 september    | UCI Ploegentijdrit       | Omega Pharma-Quickstep | Omega Pharma-Quickstep | Bradley Wiggins                           | Sky ProCycling                            |
| 29 september    | Ronde van Lombardije     | Joaquim Rodríguez      | Team Katjoesja         | Joaquim Rodríguez                         | Team Katjoesja                            |
| 9–13 oktober    | Ronde van Peking         | Tony Martin            | Omega Pharma-Quickstep | Joaquim Rodríguez                         | Team Katjoesja                            |

## Eindstand
Eindstand 13 oktober 2012.

### Individueel
| Plaats  | Naam                  | Ploeg                       | Punten |
| ------- | --------------------- | --------------------------- | ------ |
| Winnaar | Joaquim Rodríguez     | Team Katjoesja              | 692    |
| 2       | Bradley Wiggins       | Sky ProCycling              | 601    |
| 3       | Tom Boonen            | Omega Pharma-Quickstep      | 410    |
| 4       | Vincenzo Nibali       | Liquigas-Cannondale         | 400    |
| 5       | Alejandro Valverde    | Team Movistar               | 394    |
| 6       | Simon Gerrans         | Orica-GreenEdge             | 390    |
| 7       | Chris Froome          | Sky ProCycling              | 376    |
| 8       | Peter Sagan           | Liquigas-Cannondale         | 351    |
| 9       | Samuel Sánchez        | Euskaltel-Euskadi           | 332    |
| 10      | Rui Costa             | Team Movistar               | 320    |
| 11      | Edvald Boasson Hagen  | Sky ProCycling              | 317    |
| 12      | Alberto Contador      | Saxo Bank-Tinkoff Bank      | 290    |
| 13      | Ryder Hesjedal        | Team Garmin-Sharp-Barracuda | 241    |
| 14      | Jurgen Van den Broeck | Lotto-Belisol               | 237    |
| 15      | Rigoberto Urán        | Sky ProCycling              | 199    |
| 16      | Daniel Martin         | Team Garmin-Sharp-Barracuda | 196    |
| 17      | Michael Rogers        | Sky ProCycling              | 194    |
| 18      | Bauke Mollema         | Rabobank                    | 194    |
| 19      | Sergio Henao          | Sky ProCycling              | 194    |
| 20      | Roman Kreuziger       | Astana Pro Team             | 189    |

### Ploegen
Het totaal per ploeg is de som van de individuele resultaten van de renners van die ploeg, met een maximum van 5 per ploeg.
| Plaats | Ploeg                       | Punten |
| ------ | --------------------------- | ------ |
| 1      | Sky ProCycling              | 1767   |
| 2      | Team Katjoesja              | 1273   |
| 3      | Liquigas-Cannondale         | 1197   |
| 4      | Omega Pharma-Quickstep      | 1162   |
| 5      | Team Movistar               | 952    |
| 6      | Orica-GreenEdge             | 920    |
| 7      | BMC Racing Team             | 917    |
| 8      | Rabobank                    | 799    |
| 9      | Team Garmin-Sharp-Barracuda | 762    |
| 10     | Astana Pro Team             | 645    |

### Landen
Het totaal per land is de som van de individuele resultaten van de renners van dat land, met een maximum van 5 per land.
| Plaats | Land                | Punten |
| ------ | ------------------- | ------ |
| 1      | Spanje              | 1889   |
| 2      | Verenigd Koninkrijk | 1163   |
| 3      | Italië              | 1115   |
| 4      | België              | 1014   |
| 5      | Australië           | 962    |
| 6      | Nederland           | 733    |
| 7      | Verenigde Staten    | 530    |
| 8      | Noorwegen           | 449    |
| 9      | Duitsland           | 447    |
| 10     | Portugal            | 412    |

## Puntenverdeling
Eindklassementen
| Wedstrijd                        | 1e  | 2e  | 3e  | 4e  | 5e  | 6e | 7e | 8e | 9e | 10e | 11e | 12e | 13e | 14e | 15e | 16e | 17e | 18e | 19e | 20e |
| -------------------------------- | --- | --- | --- | --- | --- | -- | -- | -- | -- | --- | --- | --- | --- | --- | --- | --- | --- | --- | --- | --- |
| Vijf monumenten*                 | 100 | 80  | 70  | 60  | 50  | 40 | 30 | 20 | 10 | 4   | -   | -   | -   | -   | -   | -   | -   | -   | -   | -   |
| Overige klassiekers              | 80  | 60  | 50  | 40  | 30  | 22 | 14 | 10 | 6  | 2   | -   | -   | -   | -   | -   | -   | -   | -   | -   | -   |
| Tour de France                   | 200 | 150 | 120 | 110 | 100 | 90 | 80 | 70 | 60 | 50  | 40  | 30  | 24  | 20  | 16  | 12  | 10  | 8   | 6   | 4   |
| Giro d'Italia en Vuelta a España | 170 | 130 | 100 | 90  | 80  | 70 | 60 | 52 | 44 | 38  | 32  | 26  | 22  | 18  | 14  | 10  | 8   | 6   | 4   | 2   |
| Overige rittenkoersen            | 100 | 80  | 70  | 60  | 50  | 40 | 30 | 20 | 10 | 4   | -   | -   | -   | -   | -   | -   | -   | -   | -   | -   |

* Milaan-San Remo, Ronde van Vlaanderen, Parijs-Roubaix, Luik-Bastenaken-Luik, Ronde van Lombardije
Etappes
| Wedstrijd                        | 1e plaats | 2e plaats | 3e plaats | 4e plaats | 5e plaats |
| -------------------------------- | --------- | --------- | --------- | --------- | --------- |
| Tour de France                   | 20        | 10        | 6         | 4         | 2         |
| Giro d'Italia en Vuelta a España | 16        | 8         | 4         | 2         | 1         |
| Overige rittenkoersen            | 6         | 4         | 2         | 1         | 1         |

## Wildcards
Naast de achttien ploegen die aan elke wedstrijd mogen (en moeten) meedoen kan elke organisator een aantal wildcards verdelen onder professionele continentale teams, bijvoorbeeld vanwege goede resultaten of omdat ze uit het betreffende land komen. De volgende ploegen krijgen in 2012 voor de volgende koersen een wildcard.
Team RusVelo en Unitedhealthcare Pro Cycling kregen ondanks hun ProContinentale status geen enkele uitnodiging voor een koers van het WorldTourniveau. Tijdens de Tour Down Under en de Ronde van Polen deden nationale selecties mee voor renners van ploegen die niet meededen.
| Ploeg                         | TDU | P-N | T-A | MSR | CAT | E3 | G-W | VLA | BAS | P-R | AGR | WPL | LBL | ROM | ITA | DAU | ZWI | FRA | POL | ENE | CSS | SPA | VAT | OUE | QUE | MON | LOM | PEK | Totaal |
| ----------------------------- | --- | --- | --- | --- | --- | -- | --- | --- | --- | --- | --- | --- | --- | --- | --- | --- | --- | --- | --- | --- | --- | --- | --- | --- | --- | --- | --- | --- | ------ |
| Team UniSA-Australia          | Ja  |     |     |     |     |    |     |     |     |     |     |     |     |     |     |     |     |     |     |     |     |     |     |     |     |     |     |     | 1      |
| Accent.Jobs-Willems Veranda's |     |     |     |     |     | Ja | Ja  | Ja  |     |     | Ja  | Ja  | Ja  |     |     |     |     |     |     | Ja  |     |     |     |     |     |     |     |     | 7      |
| Landbouwkrediet-Euphony       |     |     |     |     |     | Ja | Ja  | Ja  |     |     | Ja  | Ja  | Ja  |     |     |     |     |     |     |     |     |     |     |     |     |     |     |     | 6      |
| Topsport Vlaanderen-Mercator  |     |     |     |     |     | Ja | Ja  | Ja  |     |     | Ja  | Ja  | Ja  |     |     |     |     |     |     | Ja  |     |     |     |     |     |     |     |     | 7      |
| Team SpiderTech-C10           |     |     |     |     |     |    |     |     |     |     |     |     |     |     |     |     | Ja  |     |     |     |     |     |     |     | Ja  | Ja  |     |     | 3      |
| Champion System Pro Cycling   |     |     |     |     |     |    |     |     |     |     |     |     |     |     |     |     |     |     |     |     |     |     |     |     |     |     |     | Ja  | 1      |
| Coldeportes-Colombia          |     |     | Ja  | Ja  |     |    |     |     |     |     |     | Ja  |     |     |     |     |     |     |     |     |     |     |     |     |     |     | Ja  |     | 4      |
| Andalucía                     |     |     |     |     | Ja  |    |     |     |     |     |     |     |     |     |     |     |     |     |     |     | Ja  | Ja  |     |     |     |     |     |     | 3      |
| Caja Rural                    |     |     |     |     | Ja  |    |     |     | Ja  |     |     |     |     |     |     |     |     |     | Ja  |     | Ja  | Ja  |     |     |     |     |     |     | 5      |
| Bretagne-Schuller             |     |     |     |     |     |    |     |     |     | Ja  |     |     |     |     |     |     |     |     |     |     |     |     |     | Ja  |     |     |     |     | 2      |
| Cofidis, le crédit en ligne   |     | Ja  |     |     | Ja  | Ja | Ja  |     |     | Ja  |     |     |     |     |     | Ja  |     | Ja  |     |     |     | Ja  |     | Ja  | Ja  | Ja  |     |     | 11     |
| Europcar                      |     | Ja  |     |     |     | Ja | Ja  | Ja  |     | Ja  | Ja  |     | Ja  | Ja  |     | Ja  |     | Ja  |     |     |     |     |     | Ja  | Ja  | Ja  |     |     | 13     |
| Saur-Sojasun                  |     | Ja  |     |     | Ja  |    |     |     |     | Ja  |     | Ja  | Ja  | Ja  |     | Ja  |     | Ja  |     |     |     |     |     | Ja  |     |     |     |     | 9      |
| Team NetApp                   |     |     |     |     |     |    |     | Ja  |     | Ja  |     |     |     |     | Ja  |     |     |     |     |     |     |     | Ja  |     |     |     |     |     | 4      |
| Colnago-CSF Bardiani          |     |     | Ja  | Ja  |     |    |     |     |     |     |     |     |     |     | Ja  |     |     |     | Ja  |     |     |     |     |     |     |     | Ja  |     | 5      |
| Utensilnord-Named             |     |     |     | Ja  |     |    |     |     | Ja  |     |     |     |     |     |     |     |     |     | Ja  |     |     |     |     |     |     |     | Ja  |     | 4      |
| Acqua & Sapone                |     |     | Ja  | Ja  |     |    |     |     |     |     |     |     |     |     |     |     |     |     |     |     |     |     |     |     |     |     | Ja  |     | 3      |
| Androni Giocattoli            |     |     |     |     |     |    |     |     |     |     |     |     |     |     | Ja  |     |     |     |     |     |     |     |     |     |     |     | Ja  |     | 2      |
| Argos-Shimano                 |     | Ja  |     | Ja  | Ja  | Ja | Ja  | Ja  |     | Ja  | Ja  | Ja  | Ja  |     |     | Ja  |     | Ja  | Ja  | Ja  |     | Ja  | Ja  | Ja  |     |     | Ja  |     | 18     |
| Reprezentacja Polski          |     |     |     |     |     |    |     |     |     |     |     |     |     |     |     |     |     |     | Ja  |     |     |     |     |     |     |     |     |     | 1      |
| Farnese Vini–Selle Italia     |     |     | Ja  | Ja  |     | Ja | Ja  | Ja  |     | Ja  | Ja  |     |     |     | Ja  |     |     |     | Ja  |     |     |     |     | Ja  |     |     | Ja  |     | 11     |
| Team Type 1-Sanofi            |     |     |     | Ja  |     |    |     |     |     |     |     | Ja  | Ja  |     |     |     | Ja  |     | Ja  |     |     |     |     |     |     |     |     |     | 5      |
| Wildcards                     | 1   | 4   | 4   | 7   | 5   | 7  | 7   | 7   | 2   | 7   | 6   | 7   | 7   | 2   | 4   | 4   | 2   | 4   | 7   | 3   | 2   | 4   | 2   | 6   | 3   | 3   | 7   | 1   | 125    |

2011 · 2012 · 2013 · 2014 · 2015 · 2016 · 2017 · 2018 · 2019 · 2020 · 2021 · 2022 · 2023 · 2024 · 2025
Tour Down Under · Great Ocean Road Race · Ronde van de Verenigde Arabische Emiraten · Omloop Het Nieuwsblad · Strade Bianche · Parijs-Nice · Tirreno-Adriatico · Milaan-San Remo · Ronde van Catalonië · Classic Brugge-De Panne · E3 Harelbeke · Gent-Wevelgem · Dwars door Vlaanderen · Ronde van Vlaanderen · Ronde van het Baskenland · Parijs-Roubaix · Amstel Gold Race · Waalse Pijl · Luik-Bastenaken-Luik · Ronde van Romandië · Eschborn-Frankfurt · Ronde van Italië · Ronde van Auvergne-Rhône-Alpes · Ronde van Zwitserland · Copenhagen Sprint · Ronde van Frankrijk · Clásica San Sebastián · Ronde van Polen · Cyclassics Hamburg · Renewi Tour · Ronde van Spanje · Bretagne Classic · GP van Québec · GP van Montréal · Ronde van Lombardije · Ronde van Guangxi
 Tour Down Under · 
 Parijs-Nice · 
 Tirreno-Adriatico · 
 Milaan-San Remo · 
 Ronde van Catalonië · 
 E3 Harelbeke · 
 Gent-Wevelgem · 
 Ronde van Vlaanderen · 
 Ronde van het Baskenland · 
 Parijs-Roubaix · 
 Amstel Gold Race · 
 Waalse Pijl · 
 Luik-Bastenaken-Luik · 
 Ronde van Romandië · 
 Ronde van Italië · 
 Critérium du Dauphiné · 
 Ronde van Zwitserland · 
 Ronde van Frankrijk · 
 Ronde van Polen · 
  Eneco Tour · 
 Clásica San Sebastián · 
 Ronde van Spanje · 
 Vattenfall Cyclassics · 
 GP Ouest France-Plouay · 
 Grote Prijs van Quebec · 
 Grote Prijs van Montreal · 
 UCI Ploegentijdrit · 
 Ronde van Lombardije · 
 Ronde van Peking
AG2R-La Mondiale · Astana · BMC Racing Team · Euskaltel-Euskadi · FDJ-Big Mat · Team Garmin-Sharp-Barracuda · Katjoesja · Lampre-ISD · Liquigas-Cannondale · Lotto-Belisol · Team Movistar · Omega Pharma-Quick Step · Orica-GreenEdge · Rabobank · RadioShack-Nissan-Trek · Saxo Bank-Tinkoff Bank · Sky ProCycling · Vacansoleil-DCM